# Kangaslampi (sjö i Joensuu, Norra Karelen)
Kangaslampi är en sjö i kommunen Joensuu i landskapet Norra Karelen i Finland. Den är 2,7 meter djup. Arean är 45 hektar och strandlinjen är 6,43 kilometer lång. Sjön  ingår i Jänisjokis huvudavrinningsområde.   Den ligger omkring 49 kilometer sydöst om Joensuu och omkring 390 kilometer nordöst om Helsingfors. 